# 1995 في سويسرا
فيما يلي قوائم الأحداث التي وقعت خلال عام 1995 في سويسرا.

## أفلام
من الأفلام التي صدرت هذه السنة في سويسرا:
- 27 يناير – قبل الشروق من إخراج ريتشارد لينكليتر.

## برامج ومسلسلات وأنمي
- بينغو

## مواليد

### فبراير
- 7 فبراير – شاني تاراشتاي لاعب كرة قدم سويسري.

### يوليو
- 19 يوليو – مانويل أكانجي لاعب كرة قدم سويسري.

### سبتمبر
- 19 سبتمبر – توماس فيكيتشي لاعب كرة قدم سويسري.

## وفيات

### أبريل
- 16 أبريل – جوزيف هوجي (مواليد 1930) لاعب كرة قدم سويسري.

### نوفمبر
- 12 نوفمبر – برونو بريغيت (مواليد 1950)